# Estación Laguna Blanca
Laguna Blanca es una estación de ferrocarril ubicada en la localidad homónima, Departamento Libertad, provincia del Chaco, Argentina

## Servicios
No presta servicios de pasajeros, sólo de cargas de la empresa estatal Trenes Argentinos Cargas. Las vías por donde corren los trenes corresponden al Ramal C3 del Ferrocarril General Belgrano.